# Orimarga (Orimarga) latissima
Orimarga (Orimarga) latissima is een tweevleugelige uit de familie steltmuggen (Limoniidae). De soort komt voor in het Palearctisch gebied.